# Фармацевтическая упаковка

Капсулы в блистере

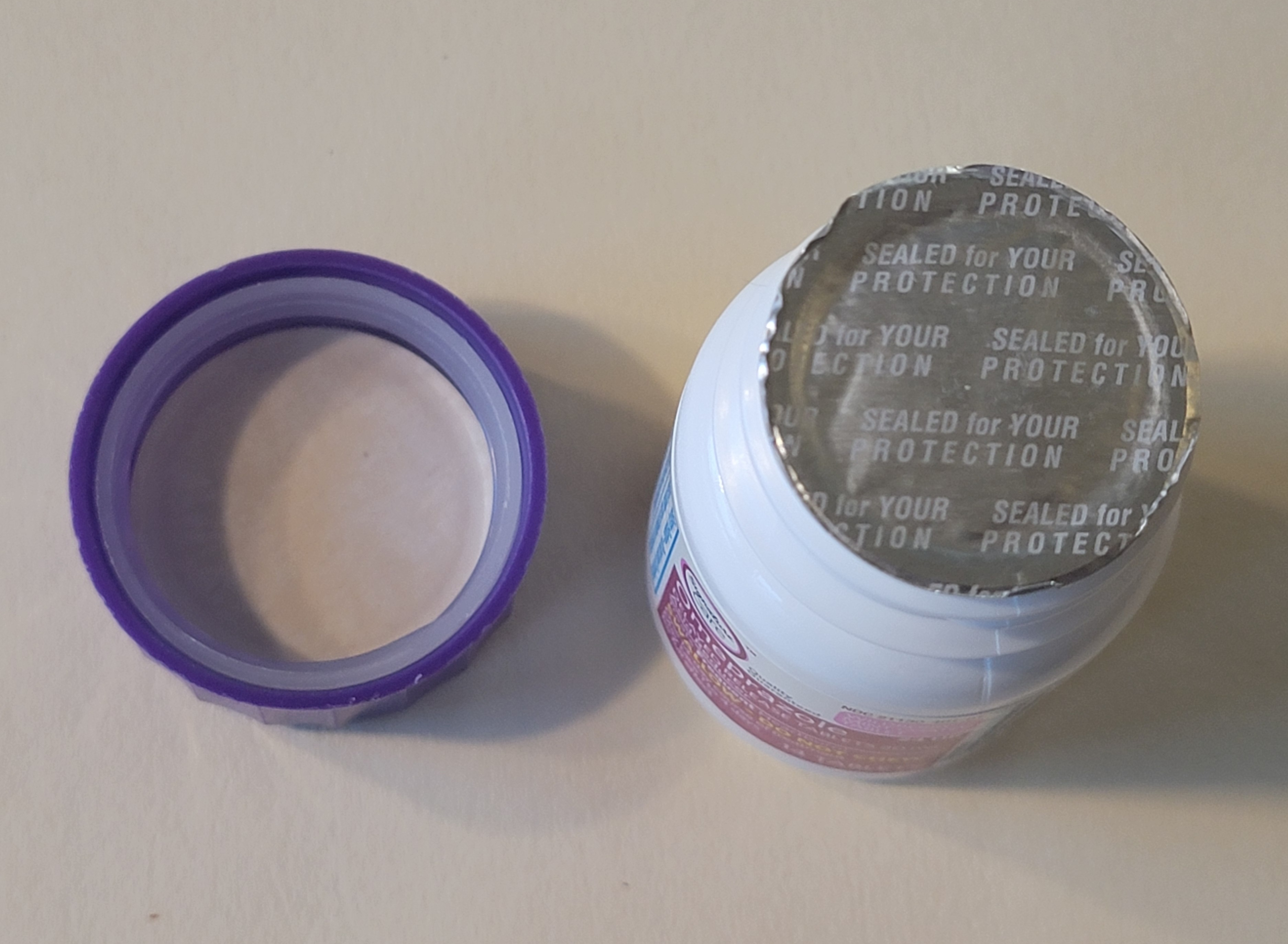
Запечатанная фольгой баночка

Фармацевтическая упаковка состоит из картонной коробочки с одно-, двух- или полноцветной печатью, картонного или пластикового ложемента, или заклеенного фольгой блистера. Полностью картонный вариант упаковки используется практически с момента начала производства картона. Его пластиковый аналог появился гораздо позже — только после того как получили широкое распространение полиэтиленовые соединения ПВХ и ПЭТ. Также сдерживало распространение более удобного в применении и более технологичного пластикового ложемента дороговизна термоформовочных машин.
Фармацевтическая упаковка занимает обширный сегмент всего разнообразия видов упаковки. Доля её, как среди картонных упаковок, так и среди пластиковых упаковок с 1990 по 2000 год колеблется в районе 8-10 %.

## Преимущества и недостатки новой пластиковой фармацевтической упаковки
- К преимуществам фармацевтической упаковки с пластиковыми ложементами относится то, что такая упаковка удобна для потребителя. Так, например, ампулы после извлечения из картонной коробки не рассыпаются, как это происходит при упаковке в стандартные коробки с картонными разделителями, а остаются крепко зафиксированными специальными замками в формованном блистере.
- Упаковка таблеток в блистеры также выглядит более привлекательно — таблетки на виду, жёсткая плёнка и фольга позволяют обеспечить необходимую степень герметичности.

Но, есть и минусы у данной упаковки. Это экологическая сторона вопроса.
- Подобные фармацевтические ложементы изготавливаются сотнями миллионов штук по всему миру и далеко не везде её вторично перерабатывают.
- Плёнка ПВХ при существенном повышении температуры выделяет хлор и другие отравляющие вещества. Правда, этого недостатка лишена плёнка ПЭТФ.

## Примеры

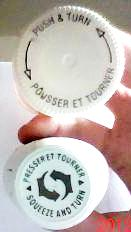
Крышки с защитой от детей
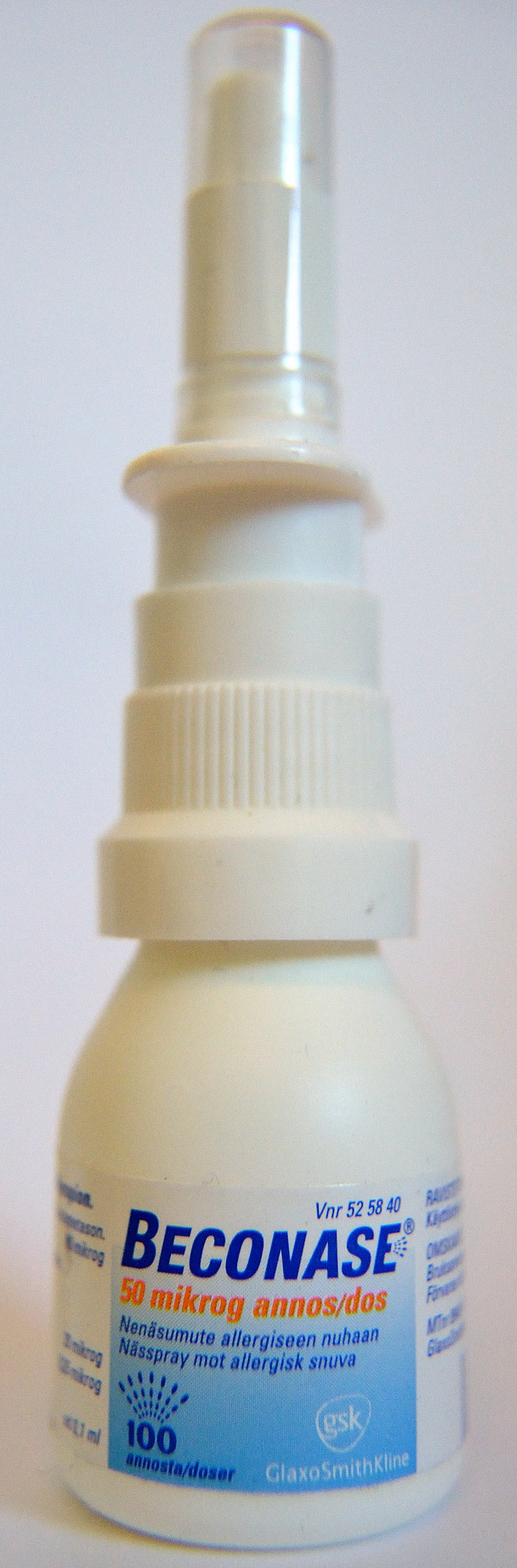
Спрей для носа
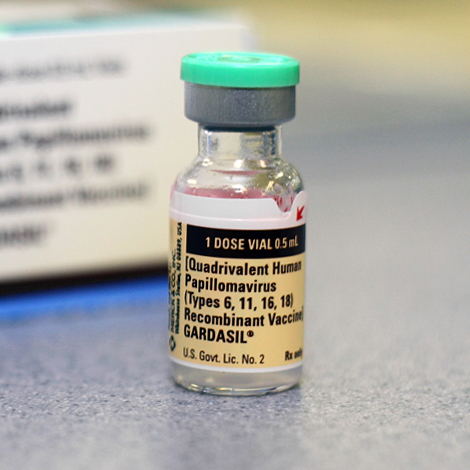
Вакцина
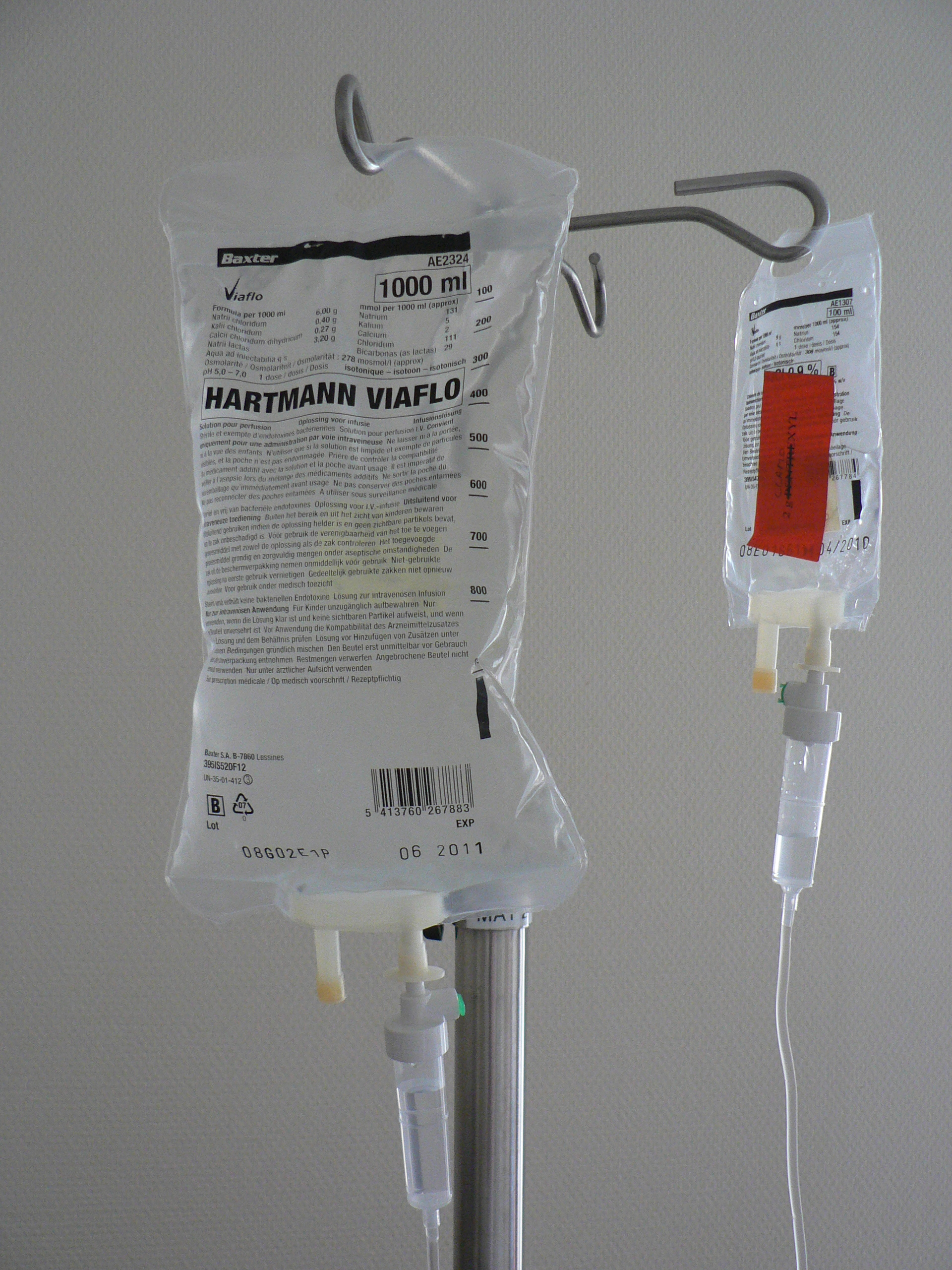
Инфузионная система
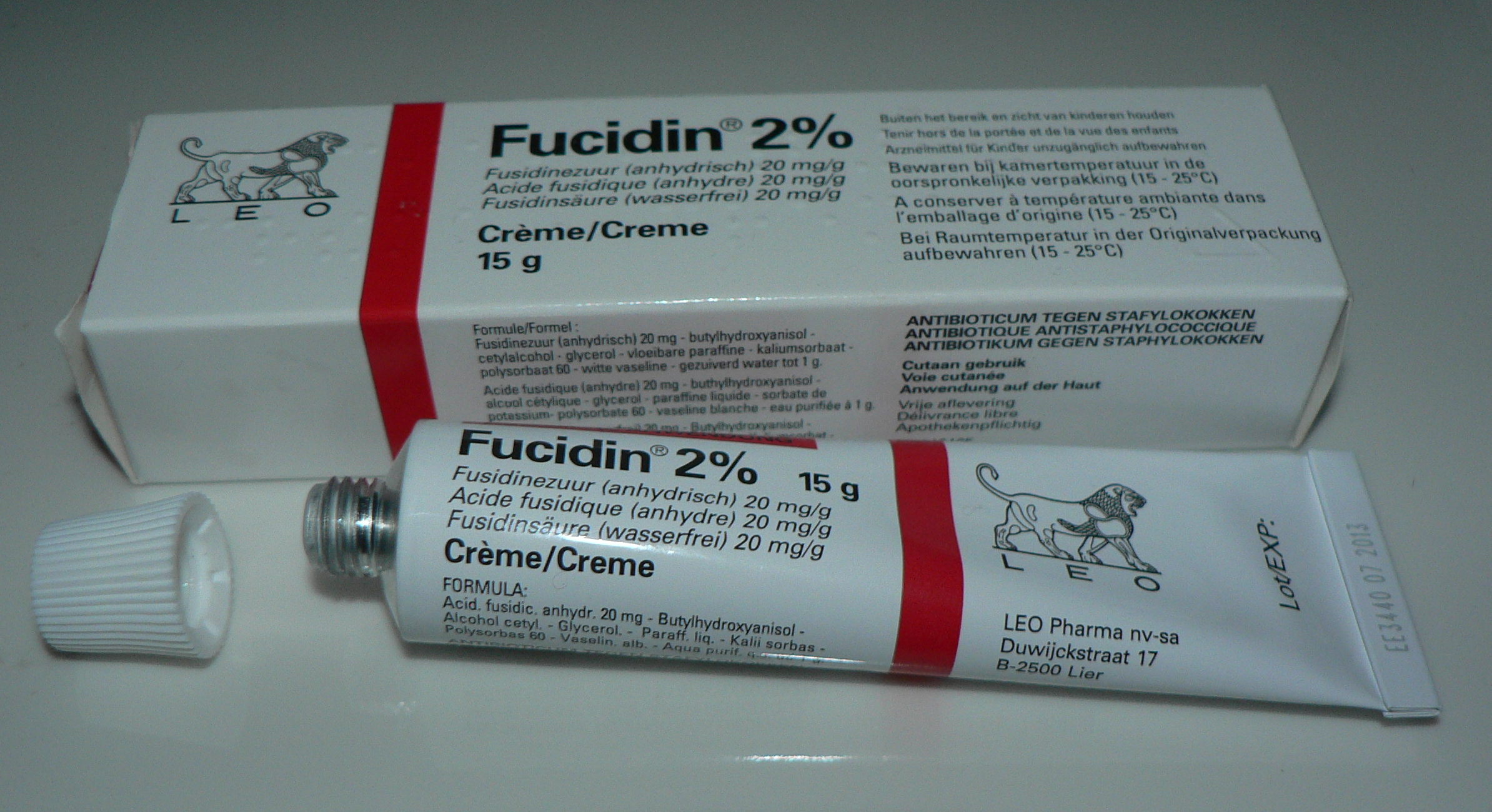
Тюбик
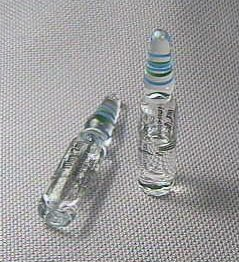
Ампула
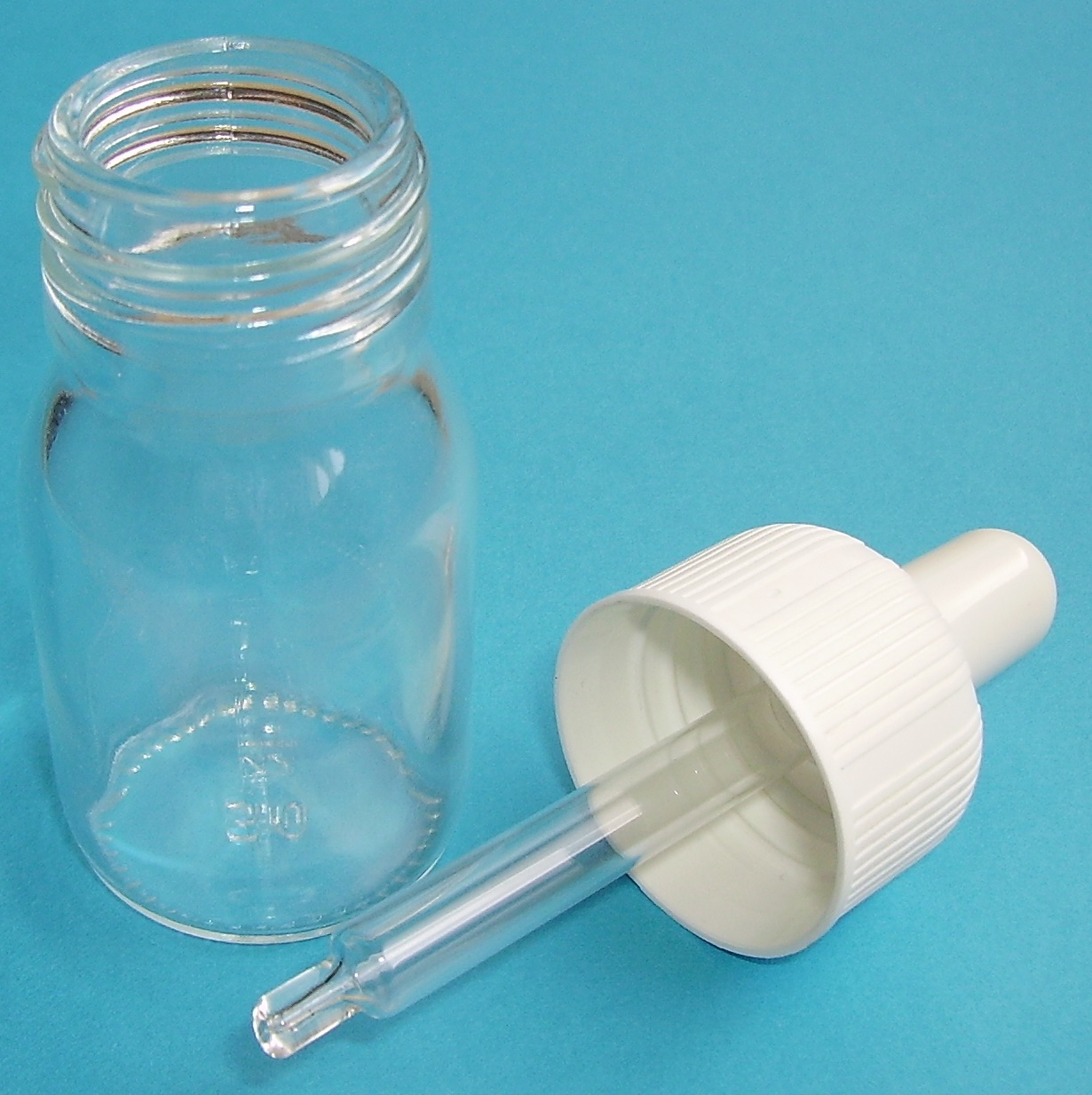
Пипетка
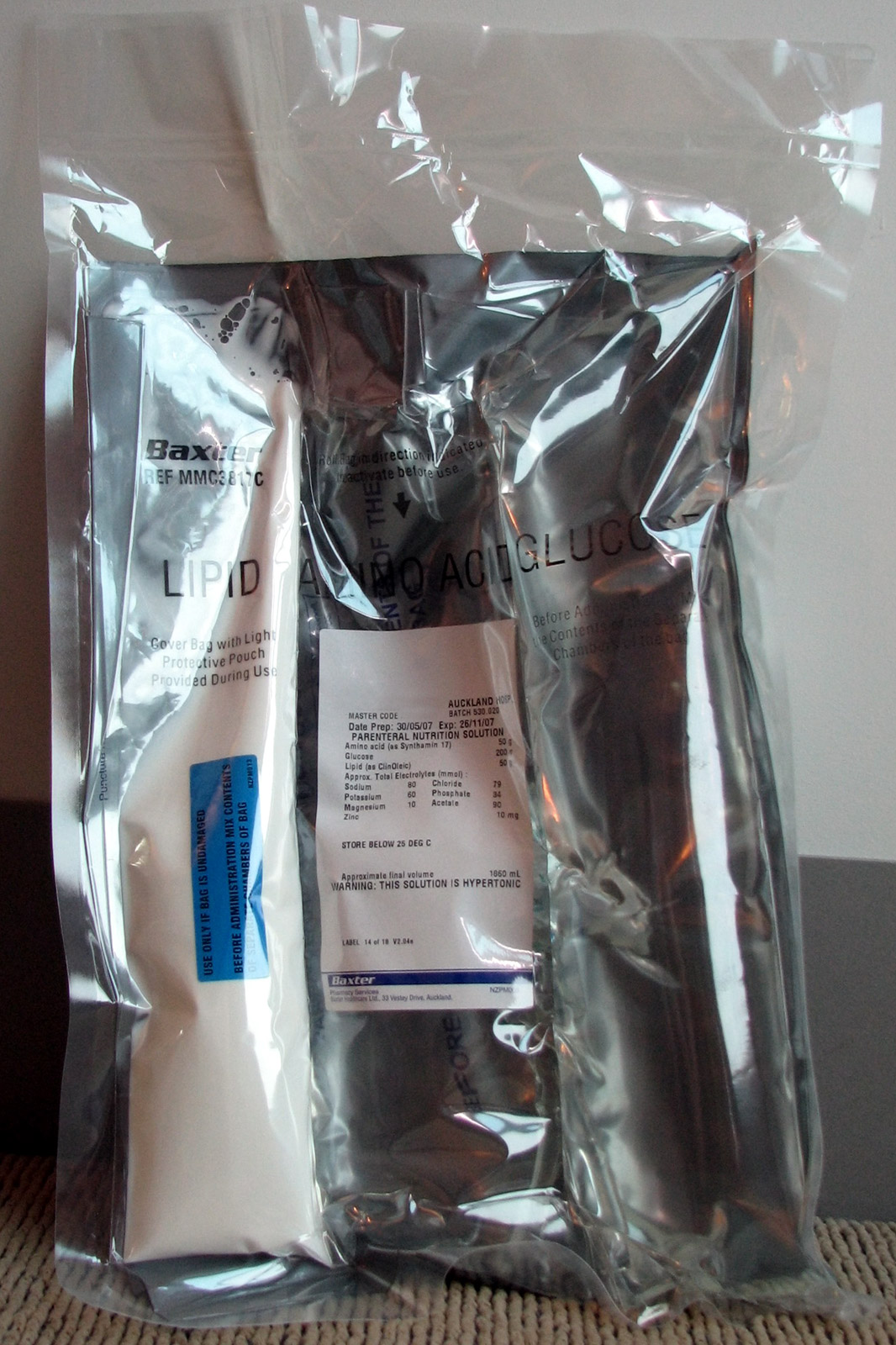
Парентеральное питание
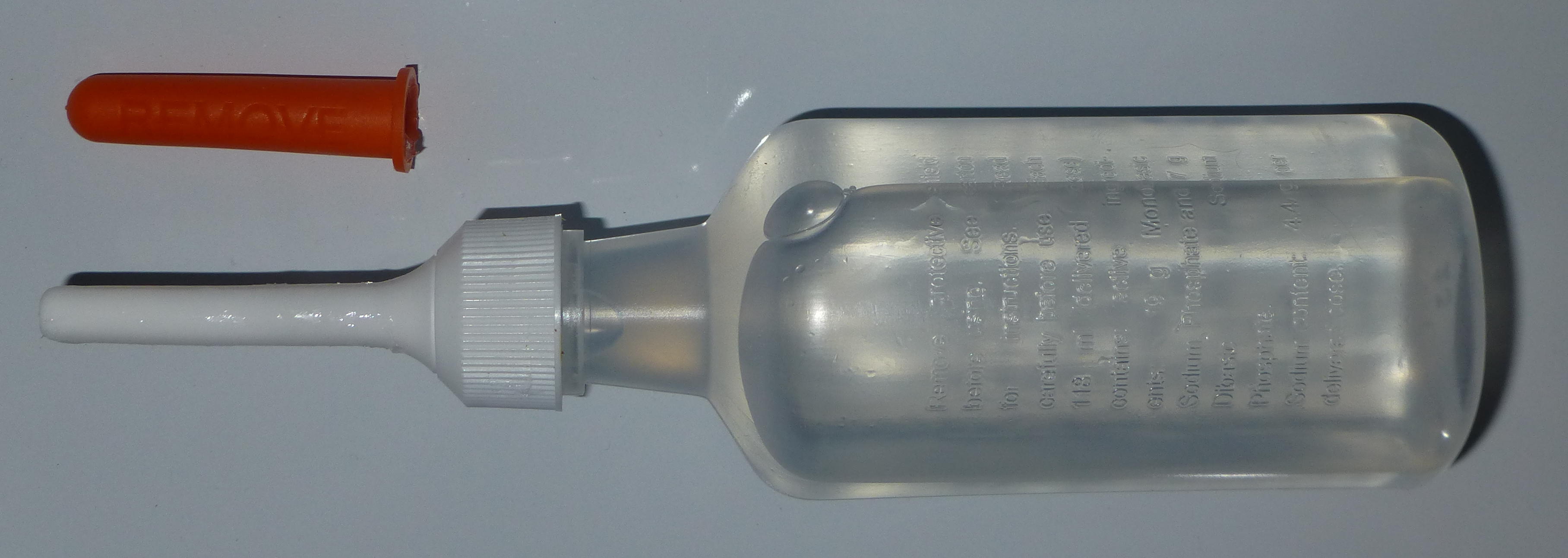
Одноразовая клизма
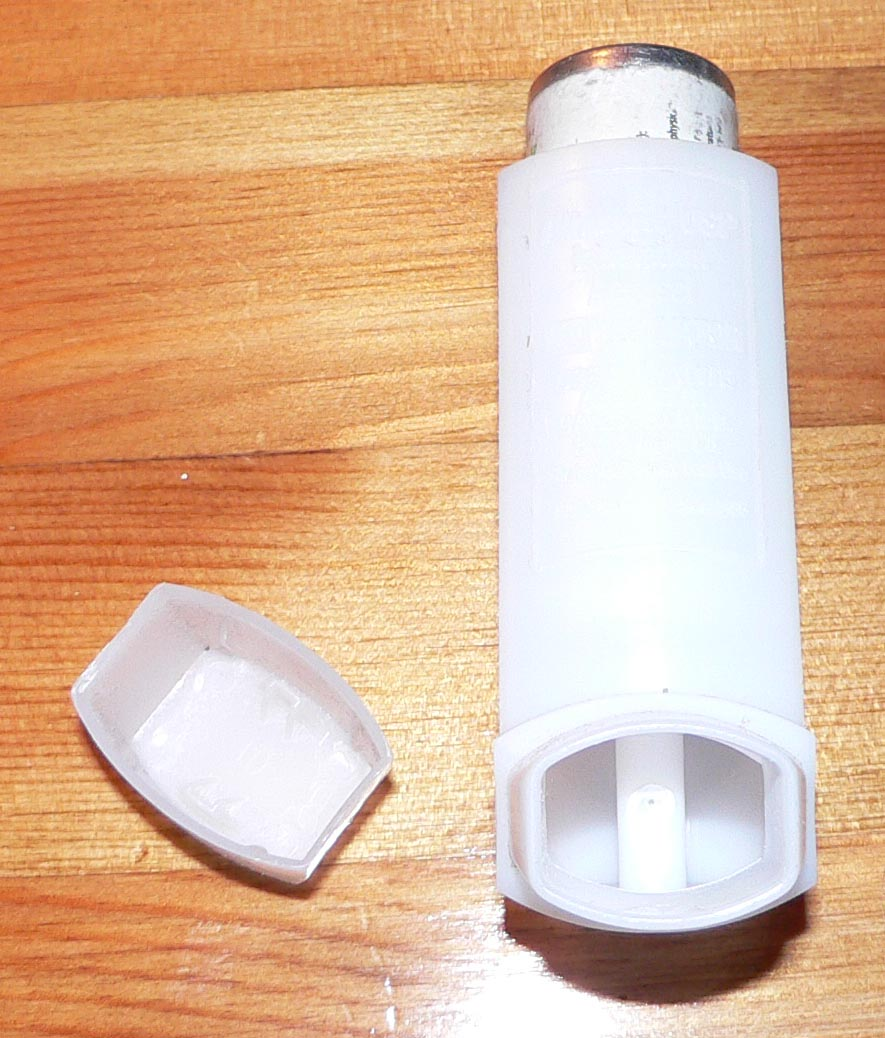
Ингалятор
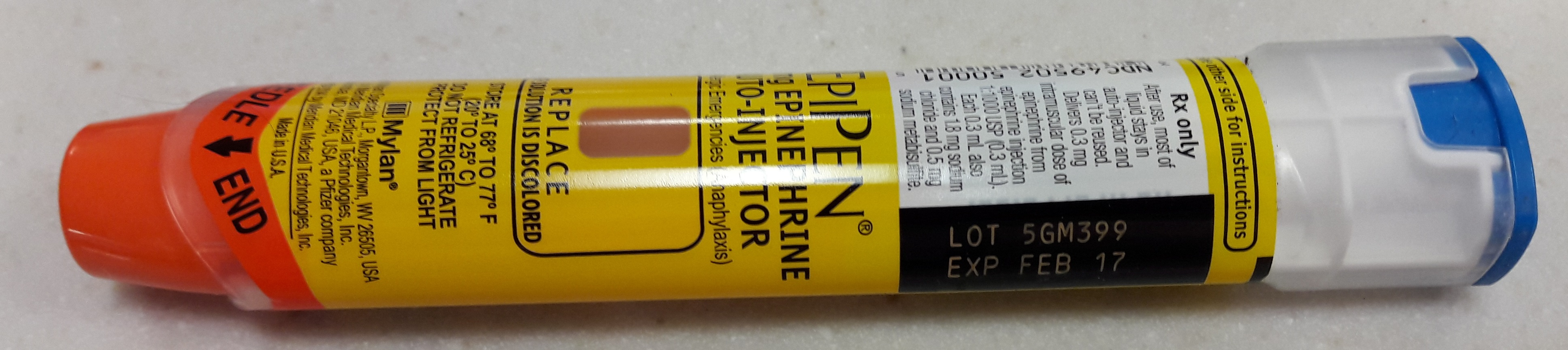
Шприц-ручка
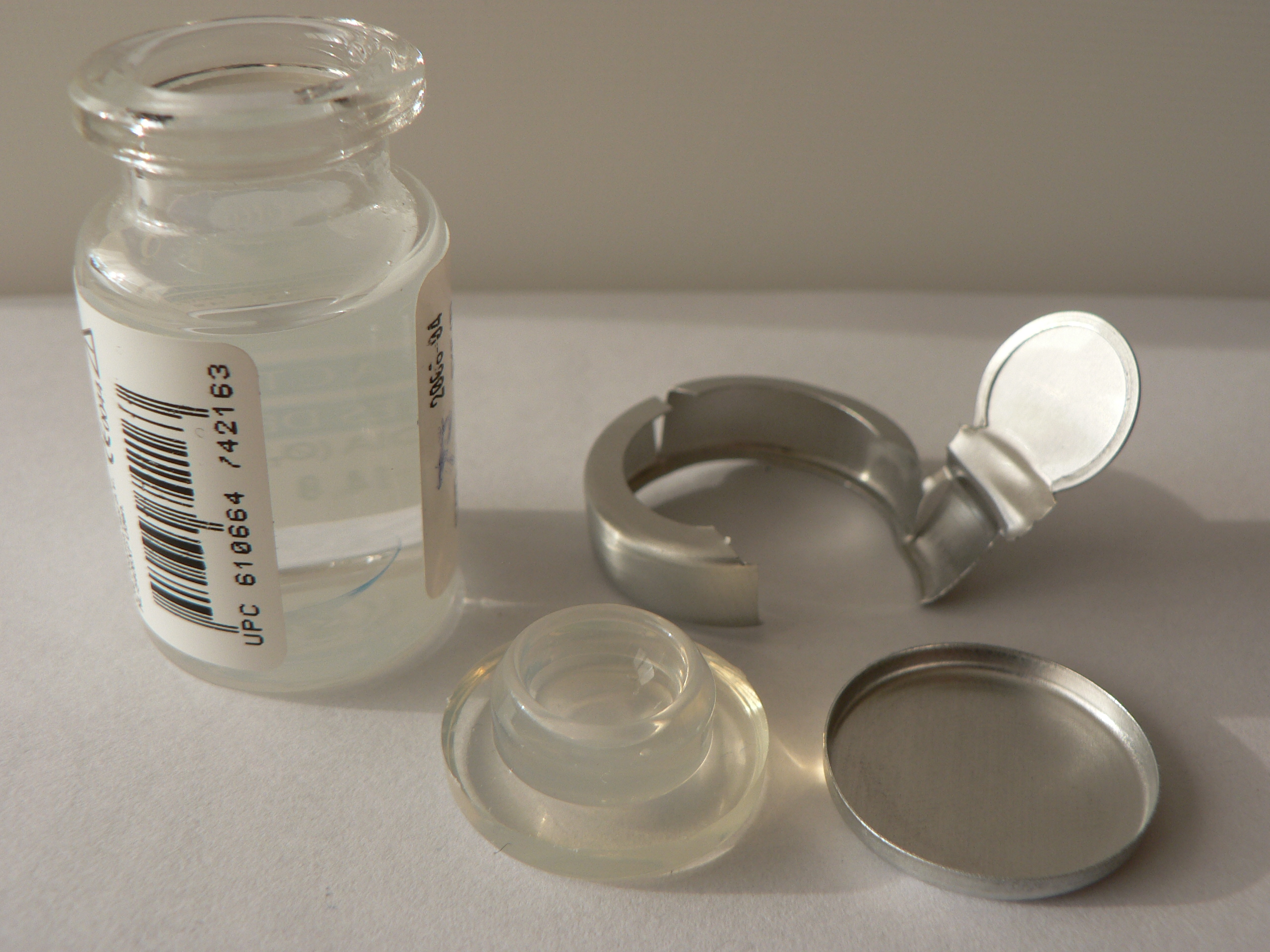
Откупоренный медицинский препарат
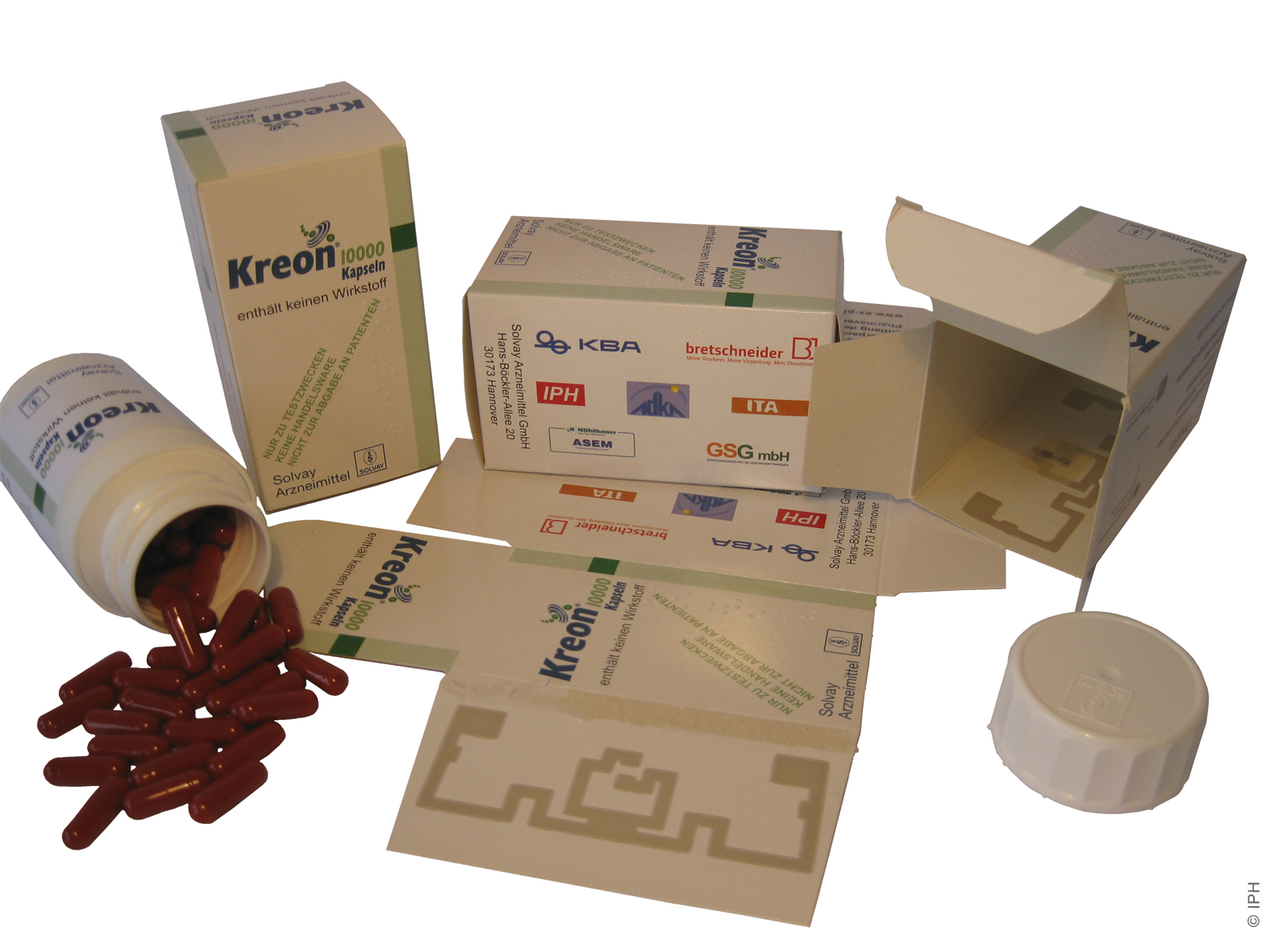
Упаковка для медикаментов с интегрированным RFID-чипом